# ちゅうでん児童文学賞
ちゅうでん児童文学賞（ちゅうでんじどうぶんがくしょう）は、公益財団法人ちゅうでん教育振興財団が主催する文学賞。子どもたちの人間性や感受性を高める児童文学の創作をうながし、広く優れた書き手を発掘する目的で1998年（平成10年）に中部電力主催の中部電力児童文学賞として始まった。2001年（平成13年）同財団の設立とともに改称、現在の大賞選考制となり大賞受賞作の出版を行うようになった。

## 概要
子どもから大人までを読者対象とする児童文学作品を全国から募集し、優秀な作品に賞を贈る。現在の選考委員は斉藤洋、富安陽子、山極壽一。大賞受賞作品は、本にして出版される。

## 大賞受賞作品

### 第1回から第10回
- 第1回（1999年） 『バックホーム』寺尾幸子
- 第2回（2000年） 『世界のはじまるところ』安藤由希
- 第3回（2001年） 該当作なし
- 第4回（2002年） 該当作なし
- 第5回（2003年） 『ニコルの塔』小森香折（第22回新美南吉児童文学賞 受賞）
- 第6回（2004年） 『キス』安藤由希
- 第7回（2005年） 該当作なし
- 第8回（2006年） 『照常寺のみどパン小僧』島田三郎（出版時／『みどパン協走曲』、筆名／黒田六彦）
- 第9回（2007年） 『時の扉をくぐり』若本恵二（筆名／甲田天）
- 第10回（2008年） 該当作なし

### 第11回から第20回
- 第11回（2009年）『二メートル』 河野佳子（筆名／横山佳）
- 第12回（2010年） 該当作なし
- 第13回（2011年） 該当作なし
- 第14回（2012年）『カントリー・ロード』 阪口正博
- 第15回（2013年）『咲くんだ　また』 髙森美由紀（出版時／『いっしょにアんべ！』、第44回児童文芸新人賞受賞）
- 第16回（2014年）『赤いペン』 澤井美穂
- 第17回（2015年）『流星ドッグ』 ながすみつき（出版時／『ショクパンのワルツ』）
- 第18回（2016年）『とうちゃんと僕、そしてユーレイババちゃん』 藤澤ともち（出版時／『とうちゃんとユーレイババちゃん』）
- 第19回（2017年）『一句献上いたします』 森埜こみち（出版時／『わたしの空と五・七・五』、第48回児童文芸新人賞受賞）
- 第20回（2018年）『夕焼けストレンジャー』 高野賢一（出版時／『夕焼け色のわすれもの』、筆名／たかのけんいち）

### 第21回から第30回
- 第21回（2019年）『みつきの雪』 眞島めいり（第50回児童文芸新人賞受賞）
- 第22回（2020年）『明日の帆をあげて』 葉山えみ（出版時／『ベランダに手をふって』、筆名／葉山エミ）
- 第23回（2021年）『真夏のトライアングル』 浅野竜（出版時／『シャンシャン、夏だより』）
- 第24回（2022年）『雪の日にライオンを見に行く』 志津栄子
- 第25回（2023年）『なまいきサイクリストと、ブルーライン』 内田健二郎（出版時／『ブルーラインから、はるか』、筆名／林けんじろう）
- 第26回（2024年）『ぶたのしっぽ』 海緒裕
- 第27回（2025年）『春の雨にぬれて、獅子はおどる』 竹中明秀

※ 第3回までは「中部電力児童文学賞」。未出版。